# Marmen, Hälsingland
Inte att förväxla med Marmafjärden, Dalälven eller Marmen, Medelpad.
Marmen eller Marman är en sjö väster om Ljusne i Söderhamns kommun i Hälsingland och ingår i Ljusnans huvudavrinningsområde. Sjön är 26,9 meter djup, har en yta på 17,8 kvadratkilometer och befinner sig 37 meter över havet.
Vid dess utlopp ligger Höljebro kraftverk.
Sjön har givit namn åt orten Marmaverken.

## Delavrinningsområde
Marmen ingår i delavrinningsområde (679161-156034) som SMHI kallar för Utloppet av Marmen. Medelhöjden är 56 meter över havet och ytan är 57,71 kvadratkilometer. Räknas de 2105 avrinningsområdena uppströms in blir den ackumulerade arean 19 789,67 kvadratkilometer. Avrinningsområdets utflöde Ljusnan mynnar i havet. Avrinningsområdet består mestadels av skog (59 procent). Avrinningsområdet har 17,61 kvadratkilometer vattenytor vilket ger det en sjöprocent på 30,5 procent. Bebyggelsen i området täcker en yta av 1,29 kvadratkilometer eller 2 procent av avrinningsområdet.